# Virág Judit Galéria és Aukciósház
A Virág Judit Galéria és Aukciósház fő profilja a 19. és 20. századi magyar festmények, a háború utáni és absztrakt magyar kortárs művészet, valamint a szecessziós Zsolnay kerámiák bemutatása és forgalmazása.

## Története
A galéria és aukciósház névadója, Virág Judit művészettörténész és férje, Törő István üzletember 1997 májusában nyitotta meg első galériáját Budapesten, a Falk Miksa utcában. Később létrehozták a Virág Judit Galéria és Aukciósházat, mely háromszintes és kiállítótere 1100 négyzetméteres.
A galéria és aukciósház 19. és 20. századi magyar festészettel és Zsolnay kerámiákkal kereskedik. Évente három-négy aukciót rendeznek, az árverések előtt nyilvános kiállítást is szerveznek a részt vevő műtárgyakból.
Az intézmény rendszeresen nonprofit, a magyar festészetet ismertető és népszerűsítő, ingyenesen látogatható kiállításokat is rendez, valamint színvonalas katalógusokat, albumokat ad ki, tesz közzé az interneten. Első aukcióját 1998 október 5-én tartotta - akkor még Mű-Terem Galéria néven.
A galéria és aukciósházat Virág Judit vezeti, 2023-ra az aukciók vezetését és a médiamegjelenéseket fokozatosan ávette tőle lánya, Kelen Anna.
Virág Judit a stratégiai tervezésben változatlanul részt vesz, mellette folytatja művészettörténészi munkáját.

## Aukciók
A műkereskedelemben is jelentős változásokat hozott a koronavírus-járvány: felgyorsította a digitálist átállást, az aukciók, a nemzetközi gyakorlathoz hasonlóan, az online térbe költöztek. Míg a 2020-as tavaszi aukciós szezon teljesen elmaradt, addig az őszi aukciót élőben és online is megtartották, a téli aukciók viszont már teljesen az online térben zajlottak. Ez áttörést hozott a jelenlegi műtárgypiaci helyzetben, és az őszi-téli időszakra markáns piaci dominanciát eredményezett. Az aukciókon a magyar gyűjtőkön kívül nyugat-európai és tengeren túli gyűjtők is részt vesznek, személyesen, telefonos liciten keresztül, vételi megbízással vagy online.

### Klasszikus aukciók
A galéria évente három aukciót rendez a klasszikus magyar festészet kiemelkedő műveiből, valamint Zsolnay kerámiákból. Az árverési anyagot korlátozott tételszám és szigorú szakmai szempontok mellett állítják össze.

#### Klasszikus művészeti rekordok[5]
A Virág Judit Galéria eddigi árveréseinek 3 legértékesebb magyar festménye:

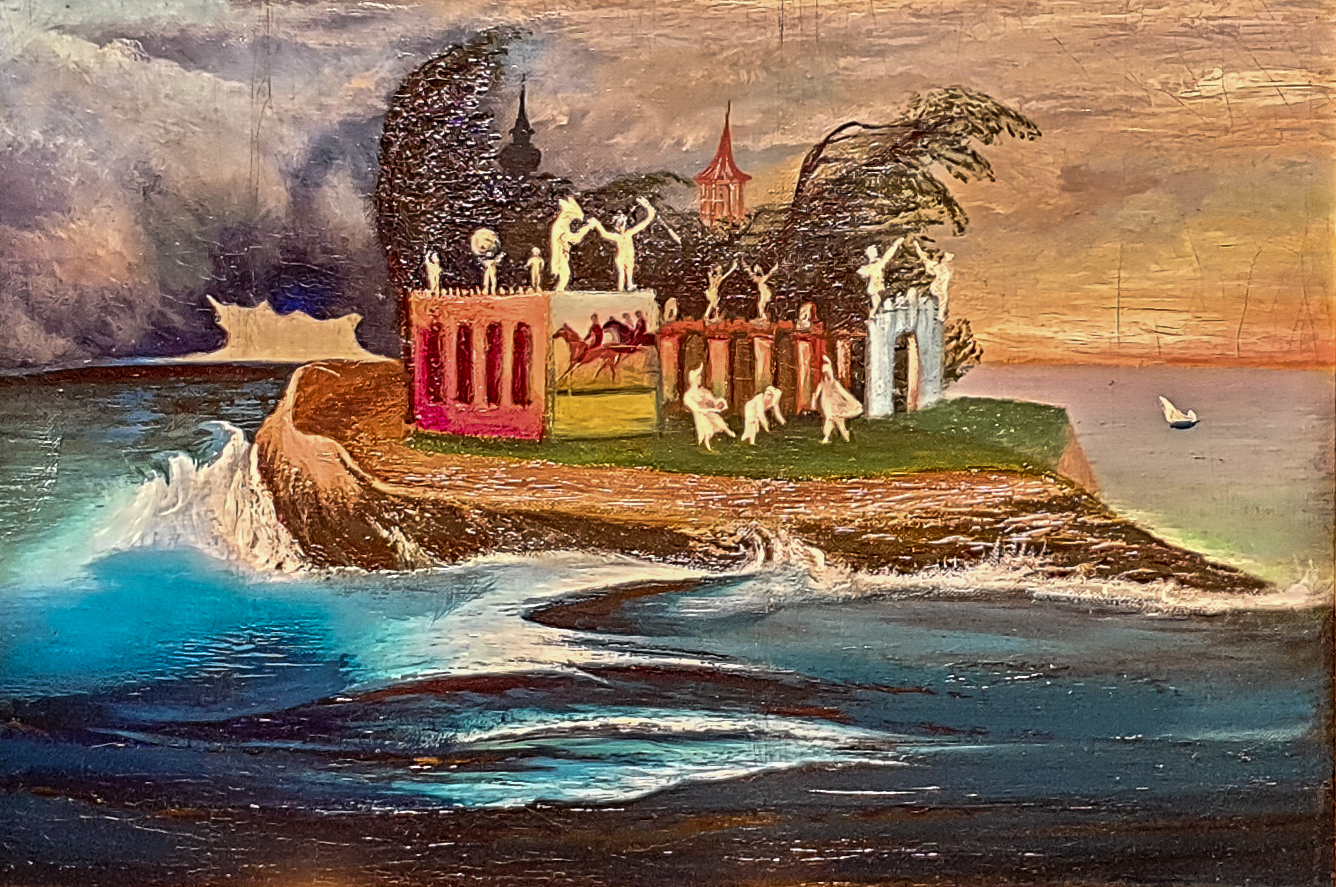
Titokzatos sziget

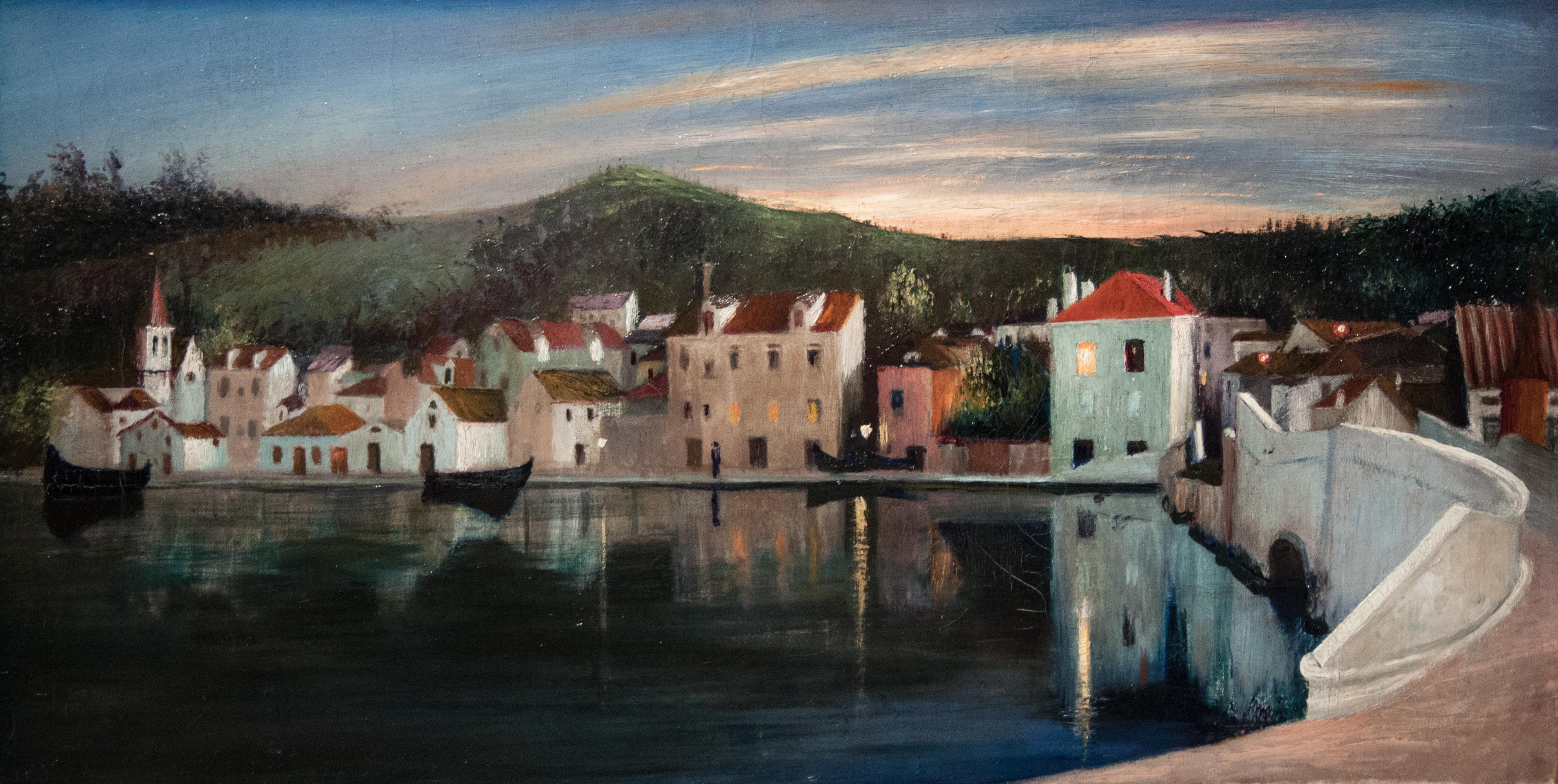
Traui tájkép naplemente idején

1. Csontváry Kosztka Tivadar: Titokzatos sziget – 460 000 000 Ft
2. Csontváry Kosztka Tivadar: Traui tájkép naplemente idején – 240 000 000 Ft
3. Munkácsy Mihály: Poros út I. – 220 000 000 Ft[6]
4. Tihanyi Lajos: Pont Saint Michel - 220 000 000 Ft[7]

#### Klasszikus művészeti rekordok - 2020
A Virág Judit Galéria 3 legdrágábban értékesített klasszikus festménye 2020-ban
1. Tihanyi Lajos: Akt studium (Hátoldalon: Pöttyös ruhás nő portréja), 1917 - 95 000 000 Ft[9]
2. Munkácsy Mihály: Fasor, 1873 - 90 000 000 Ft[10]
3. Munkácsy Mihály: Naplemente - 1873 - 90 000 000 Ft[11]

### Kortárs aukciók
A Virág Judit Galéria a klasszikus művészet mellett foglalkozik a második világháború után készült kortárs műalkotásokkal is. A kortárs műgyűjtés a megfizethetőség és a befektetési szempontok miatt az utóbbi években mindinkább erősödött, egyre nagyobb a nemzetközi érdeklődés is a magyar neoavantgárd korszak iránt, a gyűjtők között pedig hangsúlyosabban képviseli magát egy fiatalabb korosztály. A galéria 2019-ben rendezte első, önálló kortárs aukcióját, melyet 2020-ban két további követett.

#### Kortárs művészeti rekordok
A Virág Judit Galéria eddigi kortárs árveréseinek 3 legértékesebb festménye:
1. Reigl Judit: Gomolygás, csavaros, oszlop, fém, 1984 - 44 000 000 Ft[13]
2. Lakner László: Metamorfózis -  42 000 000 Ft[14]
3. Lakner László: Rózsák - 36 000 000 Ft

#### Kortárs művészeti rekordok - 2020[15][16]
A Virág Judit Galéria 3 legdrágábban értékesített kortárs festménye 2020-ban
1. Reigl Judit: Gomolygás, csavaros, oszlop, fém, 1984 - 44 000 000 Ft
2. Lakner László: Rózsák - 36 000 000 Ft
3. Keserü Ilona: Cérnás, 1969 - 28 000 000 Ft[17]

### Zsolnay aukció[18]
A galéria Zsolnay kerámia aukciója 2017-ben került megrendezésre. A historikus és szecessziós kerámiákat egyaránt tartalmazó kollekció két, a Zsolnay családdal közvetlenül kapcsolatban álló pécsi kereskedőcsalád gyűjteményéből származott. Az 57 kerámia összkikiáltási ára 38 millió forint volt, a leütési ár több mint 2,6 szoros áremelkedéssel megközelítette a 100 millió forintot.
Az aukció kiemelkedő, ritkaságnak számító tétele Kapás Nagy Mihály 1909-ben készült elefántfejes virágtartója volt, mely 3 millió forintos kikiáltási árról indulva 11 millió forintos leütési áron talált gazdára.

## Kiállítások

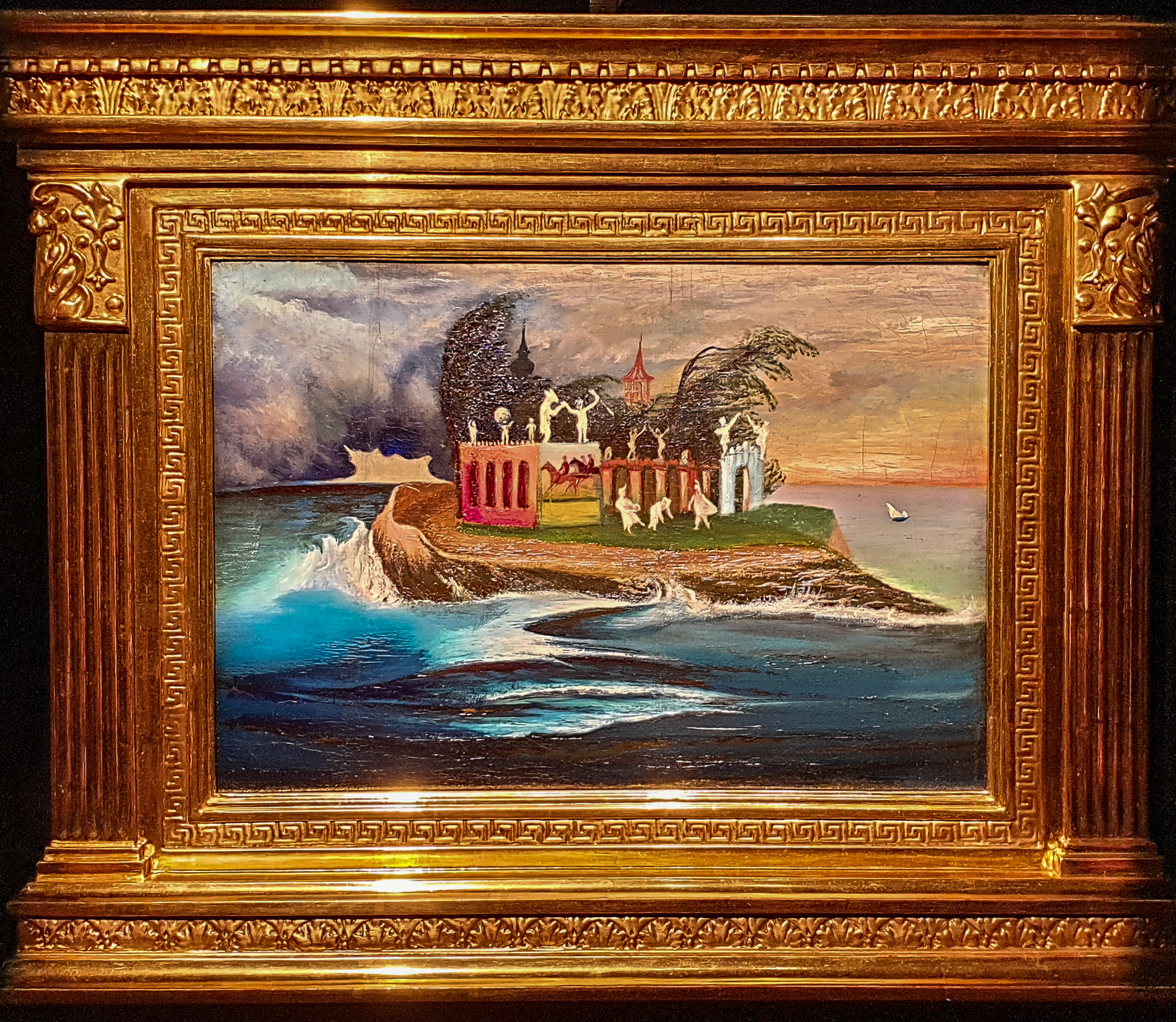
Csontváry Titokzatos sziget című alkotása az árverési kiállításon, keretben

A galéria kiállítótermeiben tematikus, kiállításokat rendez, melyek ingyenesen látogathatók. Részben ezekhez kapcsolódóan több monográfia és kiadvány is megjelent már a galéria kiadásában.
- Paizs László Kiállítása - 2020. október 5.
- Háború utáni non-figuratív és absztrakt művészet - 2019. május 24.
- Weininger Andor, a Bauhaustól New Yorkig - művek Körner András és a Janus Pannonius Múzeum gyűjteményéből - 2019. április 5.
- Párizs - Nagybánya 1904-1914 - 2018. október 26.
- Remekművek egy magángyűjteményből – dr. Rajna József és Rajna Mária gyűjteménye - 2018. szeptember 6.
- Párizs-Budapest 1890-1960 – Képzőművészeti kapcsolatok a két város között - 2017. október 27.
- Idegen világ – Mokry-Mészáros Dezső (1881-1970) művészete - 2017. május 25.
- Radák Eszter: Négy évszak - 2017. március 22., szerda
- Király Gábor: Rezervátum - 2017. február 20., hétfő
- Berlin – Budapest 1919-1933 - 2016. október 25.
- Csató József: Pocket Volcano - 2016. március 24., csütörtök
- Vaszary János magángyűjteményekben - 2015. március 27.
- Harminc - 2014. október 29.
- Radák Eszter: Fütyül a rigó - 2014. szeptember 10., szerda
- Király Gábor: vendégek - 2014. március 12., szerda
- Csató József: Vomeronasale - 2013. szeptember 4., szerda
- Ki a szabadba! - 2012. szeptember 7., péntek
- Loop - 2012. május 23., szerda
- Made in Wunderland - 2012. április 4., szerda
- Nyári István - 2012. március 7., szerda
- Kádár Béla - Válogatás egy amerikai magángyűjteményből - deák istván és deák imre - 2012. február 2.
- Egy ismeretlen Mednyánszky gyűjtemény - 2012. február 1.
- 121 legszebb Mednyánszky festmény - 2011. október 29.
- Small talk kiállítás - 2011. szeptember 2., péntek
- Budapest áramlat - 2011. május 27., péntek
- Papír panoráma - 2011. március 11., péntek
- Szurcsik József: Ember embernek - 2010. november 10., szerda
- Korodi Luca: Távol afrikától - 2010. október 10., vasárnap
- A kép képe - 2010. szeptember 10., péntek
- 121 legszebb magyar festmény - 2009. október 27.
- Cseke Szilárd - 2009. szeptember 9., szerda
- Haász Katalin - 2009. szeptember 9., szerda
- Korodi Luca: örök vadászmezők - 2009. február 12., csütörtök
- Köves Éva: 2007-2008 - 2009. január 12., hétfő
- Bak imre és Roters Katharina kiállítása - 2008. november 3., hétfő
- Nádler István retrospektív kiállítás - 2008. szeptember 13., szombat
- Gábor Áron: Fényfolyamatok - 2008. május 29., csütörtök
- Arnulf Rainer: Tisztelet Arnulf Rainernek: Gaál József, Kopasz Tamás, Nádler István és Szikszai Károly - 2008. február 23., szombat
- Szurcsik József: arcadia - 2008. január 29., kedd
- Bak Imre: friss festmény - 2007. szeptember 16., vasárnap
- Best of Mű-Terem - 2007. április 14.
- A Dévényi gyűjtemény - 2006. szeptember 13.
- A magyar festészet rejtőzködő csodái II - 2005. szeptember 10.
- A magyar festészet rejtőzködő csodái I. - 2004. október 16.
- Kádár Béla kiállítás - 2002. június 7.